# Либеральная партия Квебека
Либеральная партия Квебека (фр. Parti libéral du Québec (PLQ)) — региональная политическая партия канадской провинции Квебек, стоящая на позициях федерализма. Выступает против независимости Квебека, но требует расширения автономии провинции (в частности, требует квебекского представительства в международных организациях). В канадском политическом спектре считается центристской; традиционно выступала за сохранение государственной роли в экономике и социально-либеральный курс, хотя в последнее время сдвинулась к неолиберализму. В ней также присутствует социал-демократическая фракция, игравшая важную роль во время «Тихой революции».

## История
Либеральная партия Квебека происходит из умеренного крыла Патриотической партии Нижней Канады, (возглавившей Восстание патриотов 1837—1838 гг.) и Красной партии (выступавшей против вхождения Квебека в состав Канадской конфедерации).
Формально ЛПК основана в 1867 г. — в год создания Канадской конфедерации.
Партия находилась у власти в 1878—1879, 1887—1891 и 1897—1936 годах. В 1936 г. в результате коррупционного скандала ЛПК проиграла выборы новосозданной партии «Национальный союз», созданной Морисом Дюплесси. В 1939—1944 гг. ЛПК возвращается к власти во главе с Аделяром Годбу. В 1940 г. ЛПК проводит закон о предоставлении женщинам избирательного права (в других провинциях Канады женщины получили это право с 1918 года).
Однако в 1944 г. ЛПК вновь проигрывает выборы Национальному союзу. В 1960 г. (через год после смерти Дюплесси) Либеральная партия вновь побеждает на выборах. К власти приходит Жан Лесаж, который становится премьером Квебека.
С правительством Лесажа связана так называемая «Тихая революция» — комплекс мер, радикально изменивших квебекское общество и взаимоотношения франкофонов с англофонами в Канаде в целом. Хотя первые шаги революции связаны с кратковременным правлением консервативного премьера П. Сове в 1959 г., именно в 1960-1970-е гг., при администрации Лесажа, под юрисдикцию государства перешли образование и система здравоохранения (до этого времени школы, университеты и больницы контролировала католическая церковь).
С одной стороны, Тихая революция позволила модернизировать общество, с другой — привела к росту атеизма и снижению рождаемости среди квебекуа.
В 1966 г. ЛПК в очередной раз проиграла выборы Национальному союзу, однако уже в 1970 г. возвратилась к власти под руководством Робера Бурасса.
В 1970 г. ЛПК внедряет в Квебеке медицинское страхование граждан, в 1974 г. добивается принятия Закона 22, согласно которому французский язык становится единственным официальным языком Квебека (этот закон стал предшественником Хартии французского языка), а в 1975 г. — Квебекскую хартию прав и свобод личности (фр. Charte québécoise des droits et libertés de la personne).
В 1976 г. ЛПК проиграла выборы новосозданной Квебекской партии. Последняя ставила цель получения Квебеком государственной независимости, тогда как ЛПК стремится к сохранению Квебека в составе Канадской федерации.
Вновь придя к власти в 1985 году, ЛПК стремилась к реформе Конституции Канады с тем, чтобы добиться для Квебека более широкой автономии. Однако компромиссные соглашения с федеральными властями и другими провинциями (известные как «Соглашение на озере Мич» и «Шарлоттаунское соглашение») так и не были ратифицированы: англоязычным канадцам они представлялись слишком широкой уступкой квебекцам, а с точки зрения квебекуа, напротив, они давали слишком мало.
В 1994 г. либералы вновь проиграли выборы Квебекской партии.

## Современная ситуация
ЛПК возвратилась к власти в 2003 году под руководством Жана Шаре. Перед выборами 2003 года Жан Шаре пообещал снизить налоги и улучшить медицинское обслуживание населения. После прихода к власти он начал вести политику, направленную на сокращение государственных затрат. Действия правительства вызвали бурное возмущение, в частности, среди профсоюзов и студентов (протестовавших против сокращения стипендий). В конце концов правительству так и не удалось снизить налоги. На протяжении 2004—2006 гг. уровень недовольства населения правительством Шаре превышал 50 %. Однако осенью и зимой 2006 гг. Шаре удалось улучшить свой имидж. К тому же значительная часть избирателей была разочарована новым лидером Квебекской партии Андре Буаклером — главным противником Шаре на выборах.
На выборах 2007 г. Либеральная партия Квебека получила лишь 48 депутатских мест и сформировала правительство меньшинства. Однако уже через полтора года, на выборах 8 декабря 2008, она получила 66 депутатских мест, сформировав мажоритарное правительство.
Популярность правительства Шаре к 2011 году оказалась в существенной степени подточенной многочисленными коррупционными скандалами в сфере строительства, распределения прав на открытие новых субсидируемых детских садов и т.п., в которые оказались вовлечены влиятельные сторонники ЛПК, а также упорным нежеланием Жана Шаре создать публичную комиссию по расследованию коррупции в сфере строительства. В 2012 г. либералы проиграли выборы Квебекской партии.
На Всеобщих выборах в Квебеке 7 апреля 2014 года Либеральная партия одержала победу, получив 70 из 125 мест в Национальном собрании Квебека. Лидер партии с марта 2013 года Филипп Куйяр стал новым премьер-министром Квебека.

### Взаимоотношения с федеральными партиями
С тех пор, как она независима от Либеральной партии Канады, Либеральная партия Квебека не поддерживает никаких связей с какой-либо федеральной партией, даже притом, что бывший лидер Прогрессивно-консервативной партии Жан Шаре был в 1998–2012 главой либералов. После того, как он стал главой ЛПК, Шаре позвал многих тори времён Б. Малруни занять важные должности в ЛПК. На канадских федеральных выборах 2006 Шаре оказал сдержанную поддержку Консервативной партии, заявив, что обещания Стивена Харпера о федерализме и бюджетно-налоговой политике были в духе того, что желал Квебек. Многие добровольцы и организаторы ЛПК начали скрыто работать на консерваторов, не имеющих в Квебеке крупной организации. Избрание консервативного правительства было положительно воспринято Жаном Шаре и министром здравоохранения Филипом Куйяром, возглавившим ЛПК в 2013.